# Paul Dickson
Alan Paul Dickson (Cardiff, 18 gennaio 1920 – Slough, 6 ottobre 2011) è stato un regista e sceneggiatore britannico.
Acclamato soprattutto per i suoi cortometraggi di genere documentaristico girati per la World Wide Pictures, nella sua carriera ha lavorato nel cinema e in televisione, con serie e campagne pubblicitarie.

## Biografia
(Paul Dickson)
Figlio di un commerciante di tabacco e di una pianista di origini russe, Dickson frequentò la Cathedral School di Llandaff e in seguito l'Ellesmere College, dove entrò a far parte dell'Officers' Training Corps e di una compagnia filodrammatica. Nel 1939 si arruolò come volontario nella Royal Artillery con la quale combatté nella seconda guerra mondiale. Prese servizio nei servizi segreti dello Special Operations Executive in Italia prima di iniziare a lavorare come cameraman nella Film and Photographic Unit dell'esercito britannico, dove alcuni lavori sulla fabbricazione di mattoni e l'estrazione del petrolio nel Nottinghamshire gli offrirono l'opportunità di partecipare come assistente alla produzione del cinegiornale Britain Can Make It del Ministero dell'Informazione. In seguito lavorò come assistente di due documentaristi britannici come Basil Wright e Paul Rotha, prima di unirsi alla World Wide Pictures nel 1948.
I maggiori successi di critica in questo periodo furono due documentari del dopoguerra. Il primo, The Undefeated del 1949, che affrontava le disabilità di uomini e donne causate dai due conflitti mondiali mostrando la loro riabilitazione, riscontrò rapidamente successo dopo la prima al Festival di Edimburgo, venne premiato nel 1951 come miglior documentario dalla British Film Academy e si aggiudicò l'Orso di bronzo al Festival di Berlino dello stesso anno. Il secondo, David del 1952, era incentrato sul triste pensionamento del un custode scolastico e poeta David Griffiths e rappresentò il contributo gallese al Festival of Britain, confermando Dickson come astro nascente.
Il regista sembrò rappresentare una speranza per il rilancio del documentari britannici, che una volta avevano esercitato una considerevole influenza ma che erano entrati in un periodo di declino. Ciò nonostante, negli anni cinquanta si rivolse di più alla televisione e alla pubblicità, realizzando con la World Wide Picture campagne pubblicitarie per Martini, John Player e Birdseye.
La forte espansione della televisione e della pubblicità in questo periodo dettero a Dickson la possibilità di andare in una nuova direzione. A parte B-movies prodotti da The Danzigers come il melodramma Star of My Night (1954) e il fantascientifico La terra esplode (1956), fu la regia in alcuni episodi della serie antologica Calling Scotland Yard a mostrare un nuovo tipo "senza troppe pretese" di filmati pubblicitari anglosassoni e presto Hollywood lo chiamò come direttore dei dialoghi per alcuni di film di Anatole Litvak, tra cui Profondo come il mare e Anastasia.
Gli anni sessanta videro invece il ritorno ai documentari con un ciclo di film per l'industria siderurgica. Uno di questi, Stone Into Steel del 1960, che raccontava il processo di fabbricazione dell'acciaio con una visione estetica inedita per i documentari didattici, ottenne un riconoscimento al Festival di Venezia.
Nel 1963 Willy Brandt, allora sindaco di Berlino, incaricò Dickson di girare A Student in Berlin, un ritratto della città visto dagli occhi di uno studente indiano in visita che doveva essere co-diretto dal regista indiano Satyajit Ray ma che rimase incompiuto. Le politiche organizzative cominciarono a limitare i suoi progressi professionali e dopo alcuni anni di lavoro a New York, la rottura finale con la World Wide portò Dickson a co-fondare nel 1967 la sua casa di produzione, la Eurofilm Workshop, con la quale realizzò pubblicità per la televisione francese, italiana e spagnola. Oltre ad alcuni film per La British Steel Corporation (uno dei quali in 3D), episodi di serie televisive come Agente speciale (1968), Il mio amico fantasma (1969), Jason King (1971) e The Adventurer (1972) furono tra i suoi lavori più noti degli anni sessanta e settanta.
Dal 1980 al 1989 è stato direttore di regia presso la National Film and Television School di Beaconsfield e in seguito ha insegnato alla London Film School, tenendo conferenze a Sydney, Belgrado, Mosca e Łódz e diventando un mentore per la nuova generazione di filmmakers britannici.
È morto il 6 ottobre 2011, all'età di 91 anni, al Wexham Park Hospital di Slough, nel Buckinghamshire.

## Filmografia

### Regista
Lungometraggi
- A Story of Achievement (1951) - Documentario
- Gilbert Harding Speaking of Murder (1953)
- Star of My Night (1954)
- Tale of Three Women (1954) - Co-regia con Thelma Connell
- Count of Twelve (1955)
- La terra esplode (Satellite in the Sky) (1956)
- The Depraved (1957)

Cortometraggi
- The Undefeated (1949) - Documentario
- David (1952) - Documentario
- Calling Scotland Yard: Falstaff's Fur Coat (1954)
- Calling Scotland Yard: The Missing Passenger (1954)
- The Javanese Dagger (1954)
- Calling Scotland Yard: The Sable Scarf (1954)
- Fatal Journey (1954)
- The Stateless Man (1955)
- The Mysterious Bullet (1955)
- The Film That Never Was (1957)
- Stone Into Steel (1960) - Documentario

Serie Tv
- Colonnello March (Colonel March of Scotland Yard) (1954) - 1 episodio
- The Vise (1955) - 4 episodi
- Adventure Theater (1956) - 6 episodi
- The Adventurers (1968)
- Agente speciale (The Avengers) (1968) - Episodio Lettere mortali, sesta stagione
- Tris d'assi (The Champions) (1968-1969) - 5 episodi
- Il mio amico fantasma (Randall and Hopkirk (Deceased)) (1969) - 1 episodio
- Dipartimento S (Department S) (1969-1970) - 3 episodi
- Jason King (1971) - 1 episodio
- The Adventurer (1972) - 2 episodi

### Sceneggiatore
Lungometraggi
- F.B.I. agente implacabile (Les femmes d'abord), regia di Raoul André (1963)

Cortometraggi
- The Undefeated, regia di Paul Dickson (1949) - Documentario
- David (1952), regia di Paul Dickson - Documentario
- Calling Scotland Yard: Falstaff's Fur Coat, regia di Paul Dickson (1954)
- Calling Scotland Yard: The Missing Passenger, regia di Paul Dickson (1954)
- Calling Scotland Yard: The Sable Scarf, regia di Paul Dickson (1954)

Serie Tv
- Emergency-Ward 10 (1965) - 2 episodi

## Riconoscimenti
- 1951 – British Academy of Film and Television Arts
  - Premio per il miglior documentario per The Undefeated

- 1951 – Festival internazionale del cinema di Berlino
  - Orso di bronzo per il miglior documentario per The Undefeated